# Еміль Парнас
Еміль Парнас (1867,. Іванівка поблизу Янова біля Трембовли — 9 травня 1930, Відень) — адвокат, віце-президент Львівського пивоварного товариства.

## Біографія
Походив з єврейської поміщицької родини, яка змінила прізвище Рафалович на Парнас. Брат Юзефа Парнаса. Вивчав право у Львівському університеті Яна Казимира. У 1891 році він перебрав юридичну фірму у свого тестя Шимона Шаффа. Він був засновником Нафтового товариства «Premier», а також Нафтового товариства «Małopolska».
У 1909 році був головою Товариства підтримки хворих єврейських студентів у навчанні «Zdrowie». Член Львівської колегії адвокатів, у 1913 р. на загальних зборах був обраний екзаменатором адвокатських іспитів. Як головний директор Віденського департаменту торгівлі та кредиту, він став членом заснованого в 1916 році Національного будівельного товариства. 
Під час Першої світової війни він був урядовим уповноваженим ізраїльської релігійної громади. 
1 листопада 1918 року став членом Єврейського комітету громадської безпеки.
Помер у Відні 9 травня 1930 р. Похований у Львові на Новому єврейському кладовищі.

## Виноски
1. ↑  DELET - Parnas Emil (пол.)
2. ↑  Towarzystwo ku wspieraniu chorej uczącej się młodzieży żydowskiej „Zdrowie”, Kurier Lwowski (558), 29 листопада 1909: 3
3. ↑  Z Izby adwokackiej, 14 лютого 1909, с. 2
4. ↑  Lwowska Izba adwokatów, Kurier Lwowski (31), 21 січня 1913: 8
5. ↑  Krajowe Tow. Budowlane, Kurier Lwowski (271), 29 травня 1916: 1—2
6. ↑  Odezwa, Kurier Lwowski, 7 грудня 1916: 12
7. ↑  Żałobne posiedzenie Zarządu gminy izraelickiej, Kurier Lwowski (154), 4 квітня 1918: 4
8. ↑  Powitanie imieniem gmin wyznaniowych, Kurier Lwowski (58), 3 лютого 1917: 3
9. ↑  Komitet Bezpieczeństwa Publicznego, Encyklopedia Białych Plam, т. XVII, Radom, 2006, с. 310—313
10. ↑  Zgon dra Emila Parnasa, Gazeta Lwowska (109), 13 травня 1930: 5